# 長澤徹
長澤 徹（ながさわ てつ、1968年5月28日 - ）は、愛媛県松山市出身の元プロサッカー選手、サッカー指導者。現役時代のポジションはディフェンダー、ミッドフィールダー。2024年シーズンからJリーグ・大宮アルディージャ（2025年からは「RB大宮アルディージャ」）の監督を務める。

## 来歴
清水東高校（武田修宏の1年後輩）から筑波大学へ進み、筑波大では中山雅史、井原正巳の1年後輩。1991年に大学を卒業し、山本昌邦にスカウトされて日本サッカーリーグ1部所属のヤマハ発動機サッカー部に入団、ヤマハからジュビロ磐田への変革期に主に右サイドバックとしてチームを支え、磐田のJリーグ昇格に貢献した。
その後、ジャパンフットボールリーグの本田技研へ移籍。1996年のジャパンフットボールリーグ優勝にも貢献した。1998年より現役を引退して同チームのコーチとなり、指導者としてのキャリアをスタート。
2001年、現役時代から志望していたJリーグ・FC東京に籍を移し、大熊清監督の下でトップチームコーチに就任。選手一人一人を丁寧に観察し、若手や出場機会を得られない選手を技術面・メンタル面ともにサポート。試合出場機会を得られなかった時期に基本的な技術を見つめなおす助言を与えたり、クサりがちになる精神面のケアなど丁寧に話し掛け、真摯に向き合った指導法によって、選手に大きな影響を与えた。
2006年、FC東京U-15深川監督に就任し、ユース世代の育成担当となったが、同年8月にトップ監督のガーロが解任となり、倉又寿雄新監督就任と共にトップチームヘッドコーチに就任。2008年、深川監督に再任。橋本拳人、野沢英之、二瓶翼らの活躍により、この年のU-15高円宮杯で優勝を果たした。
2010年5月、S級ライセンスを取得した。同年9月、監督に再任した大熊の要請を受けトップチームのコーチに再任。契約満了により、2011年限りでFC東京を退団。
2012年、古巣の磐田より招聘され、共にS級ライセンスを受講した森下仁志の下でトップチームのヘッドコーチを務めた。2013年5月、成績不振による森下の監督退任に伴い暫定監督に就任、10節から13節まで指揮を執った。5月19日、関塚隆が監督に就任し、14節以降は再びヘッドコーチに戻った。
2014年からファジアーノ岡山のコーチ、2015年からは監督に就任。同年はハードワークと献身性を拠り所に堅実なチーム作りを進め、終盤14試合を5失点の堅守、1敗に抑え浮上の手ごたえを掴んだ。2016年は、当初目標に掲げていた前年比+10の勝ち点・得失点差を ほぼ達成し（勝ち点は54から65、得失点差は+5から+14に上昇）クラブ史上最高成績を残した。J1昇格プレーオフに進出したものの、決勝戦でかつて共闘した因縁の大熊が率いるC大阪に敗れ、J1昇格を逃した。
2018年シーズン終了をもって岡山の監督を退任した。
2019年より古巣FC東京に復帰し、トップチームのコーチ兼U-23監督に就任。翌2020年も引き続きU-23チームの監督を務める予定であったが、新型コロナウイルス流行の影響を受けU-23チームの同シーズンJ3参加辞退が決定、自身はトップチームコーチに専任することとなった。
2021年、京都サンガF.C.のヘッドコーチに就任。
2024年、京都サンガF.C.のヘッドコーチを退任 し、大宮アルディージャの監督に就任。
大宮では開幕当初から強さを見せ、4月にはJ3の月間最優秀監督賞を受賞する。1年を通して安定した戦いを続け、第32節福島戦で6試合を残して昇格を確定させ、続く第33節今治戦で引き分けJ3優勝を決めた。

## エピソード
- 中山雅史によれば、長澤はサッカーを観て研究することが大好きな人物で、ヤマハ在籍時にはセリエAなどのビデオを好んで観て研究していたという。
- 2002年FIFAワールドカップの準備で日本でキャンプしていたアルゼンチン代表とFC東京が練習試合をする機会があり、その時にアルゼンチン代表の練習法やコーチの指導法を研究していたことを本人が明らかにしている。
- 攻撃に秀でるデイビッド・ベッカムが守備に奔走しているシーンを集めたVTRを用意して見させ「守備なんて格好良くない」と思っていた馬場憂太や梶山陽平らの美意識を変えさせた他[34]、福田健二には、エルナン・クレスポがパスを出してくれた選手に感謝しているシーンを見せ、ストライカーも周りがあって活かされていると説いた[12]。
- 選手の躍動感を引き出す指導者でありたいと語り、原博実に連れられて渡西し[35]2000年代前半にデポルティーボ・ラ・コルーニャを率いたハビエル・イルレタ監督と出会って以来、イルレタに傾倒している[3]。謙虚かつ熱心に学ぶ姿勢を持つ指導者の鑑と絶賛し[35]、選手の観察の仕方等イルレタを真似たことも[4]。
- 大熊清とは指導者としてのタイプや性格は真逆で、だからこそ良い関係で仕事が出来たと語る[36]。

### 発言
- 「実生活とサッカーは結びついている。プライベートがうまくいっていない選手はプレーを見ればすぐに判る」[37]
- 「結婚もプロ選手も1年2年は誰でもできる、10年・20年と勝負できないと」[37]
- 「プロサッカー選手は30歳過ぎてもやれれば一流。20代で終わったらアルバイト」[38][37]
- 「本来の意味とは違うけど、情熱っていう言葉は「情けねえ」って思うときに熱が溜まるからそう言うんだって解釈してる。だから悔しい思いをした奴にしか、その熱は出ないんだよ」[39]
- 「マネジメントの本質は、育成世代にあると思っています。子供たちは、俺たちが本気かどうかしか見ていない。内的モチベーションを常に見られている」[40]

## 所属クラブ
- 1984年 - 1987年 静岡県立清水東高等学校
- 1987年 - 1991年 筑波大学蹴球部
- 1991年 - 1994年  ヤマハ発動機 / ジュビロ磐田
- 1995年 - 1997年  本田技研工業サッカー部

## 個人成績
| 国内大会個人成績 | 国内大会個人成績 | 国内大会個人成績 | 国内大会個人成績 | 国内大会個人成績 | 国内大会個人成績          | 国内大会個人成績 | 国内大会個人成績  | 国内大会個人成績 | 国内大会個人成績 | 国内大会個人成績 | 国内大会個人成績 |
| 年度             | クラブ           | 背番号           | リーグ           | リーグ戦         | リーグ戦                  | リーグ杯         | リーグ杯          | オープン杯       | オープン杯       | 期間通算         | 期間通算         |
| 年度             | クラブ           | 背番号           | リーグ           | 出場             | 得点                      | 出場             | 得点              | 出場             | 得点             | 出場             | 得点             |
| 日本             | 日本             | 日本             | 日本             | リーグ戦         | リーグ戦                  | JSL杯/ナビスコ杯 | JSL杯/ナビスコ杯  | 天皇杯           | 天皇杯           | 期間通算         | 期間通算         |
| ---------------- | ---------------- | ---------------- | ---------------- | ---------------- | ------------------------- | ---------------- | ----------------- | ---------------- | ---------------- | ---------------- | ---------------- |
| 1990-91          | ヤマハ           | 27               | JSL1部           | 0                | 0                         | -                | -                 | -                | -                | 0                | 0                |
| 1991-92          | ヤマハ           | 14               | JSL1部           | 6                | 0                         | 0                | 0                 |                  |                  |                  |                  |
| 1992             | ヤマハ           | 14               | 旧JFL1部         | 0                | 0                         | -                | -                 |                  |                  |                  |                  |
| 1993             | 磐田             | 14               | 旧JFL1部         | 15               | 1                         | 4                | 0                 | 0                | 0                | 19               | 1                |
| 1994             | 磐田             | -                | J                | 7                | 0                         | 2                | 0                 | 0                | 0                | 9                | 0                |
| 1995             | 本田             | 4                | 旧JFL            | 24               | 1                         | -                | -                 | 1                | 0                | 25               | 1                |
| 1996             | 本田             | 4                | 旧JFL            | 29               | 1                         | -                | -                 | 3                | 0                | 32               | 1                |
| 1997             | 本田             | 4                | 旧JFL            | 0                | 0                         | -                | -                 | 0                | 0                | 0                | 0                |
| 通算             | 日本             | 日本             | J                | 7                | 0\|\|\|\|\|\|\|\|\|\|\|\| |                  |                   |                  |                  |                  |                  |
| 通算             | 日本             | 日本             | JSL1部           | 6                | 0                         | 0                | 0\|\|\|\|\|\|\|\| |                  |                  |                  |                  |
| 通算             | 日本             | 日本             | 旧JFL            | 68               | 3\|\|\|\|\|\|\|\|\|\|\|\| |                  |                   |                  |                  |                  |                  |
| 総通算           | 総通算           | 総通算           | 総通算           | 81               | 3                         | 6                | 0\|\|\|\|\|\|\|\| |                  |                  |                  |                  |

その他公式戦
- 1991年
  - コニカカップ 1試合0得点

## 指導歴
- 1998年 - 2000年 本田技研 コーチ[18]
- 2001年 - 2011年 FC東京
  - 2001年 - 2005年 トップチーム コーチ[18]
  - 2006年1月 - 8月 U-15深川 監督[18]
  - 2006年8月 - 2007年 トップチーム ヘッドコーチ[18]
  - 2008年 - 2010年9月 U-15深川 監督[18]
  - 2010年9月 - 2011年 トップチーム コーチ[18]
- 2012年 - 2013年 ジュビロ磐田
  - 2012年 - 2013年 トップチーム ヘッドコーチ[21]
  - 2013年5月 トップチーム 暫定監督[22]
- 2014年 - 2018年 ファジアーノ岡山
  - 2014年 トップチーム コーチ[23]
  - 2015年 - 2018年 トップチーム 監督[24]
- 2019年 - 2020年 FC東京
  - 2019年 - 2020年 トップチーム コーチ
    - 2019年 U-23 監督（兼任）
- 2021年 - 2023年 京都サンガF.C. ヘッドコーチ
- 2024年 - 大宮アルディージャ / RB大宮アルディージャ 監督

## 監督成績
| 年度   | クラブ | 所属   | リーグ戦 | リーグ戦 | リーグ戦 | リーグ戦 | リーグ戦 | リーグ戦 | カップ戦       | カップ戦  |
| 年度   | クラブ | 所属   | 順位     | 勝点     | 試合     | 勝       | 分       | 敗       | Jリーグ杯      | 天皇杯    |
| ------ | ------ | ------ | -------- | -------- | -------- | -------- | -------- | -------- | -------------- | --------- |
| 2013   | 磐田   | J1     | -        | 2        | 4        | 0        | 2        | 2        | グループリーグ | -         |
| 2015   | 岡山   | J2     | 11位     | 54       | 42       | 12       | 18       | 12       | -              | 1回戦     |
| 2016   | 岡山   | J2     | 6位      | 65       | 42       | 17       | 14       | 11       | -              | 3回戦     |
| 2017   | 岡山   | J2     | 13位     | 55       | 42       | 13       | 16       | 13       | -              | 3回戦     |
| 2018   | 岡山   | J2     | 15位     | 53       | 42       | 14       | 11       | 17       | -              | 2回戦     |
| 2019   | F東23  | J3     | 16位     | 36       | 34       | 9        | 9        | 16       | -              | -         |
| 2024   | 大宮   | J3     | 優勝     | 85       | 38       | 25       | 10       | 3        | 2回戦敗退      | 2回戦敗退 |
| 2025   | 大宮   | J2     |          |          |          |          |          |          |                |           |
| 総通算 | 総通算 | 総通算 | -        | -        | 244      | 90       | 80       | 74       | -              | -         |

その他公式戦
- 2016年
  - J1昇格プレーオフ 2戦1勝1敗

## タイトル

### 選手時代

#### 個人
本田技研
- ジャパンフットボールリーグ ベストイレブン (1996年)

### 指導者時代

#### クラブ
FC東京U-15深川
- 高円宮杯U-15 (2008年)

大宮アルディージャ
- 埼玉県サッカー選手権大会：1回（2024年）
- J3リーグ：1回（2024年）

#### 個人
- J3リーグ優勝監督賞：1回（2024年）